# Langtang Lirung
Langtang Lirung – szczyt w Himalajach. Leży w Nepalu, blisko granicy z Chinami, na południowy zachód od Sziszapangmy. Jest to 110 szczyt Ziemi.
Pierwszego wejścia na szczyt dokonali Japończyk Seishi Wada i Szerpa Pemba Tsering 24 października 1978 r.